# فلسطين في بطولة العالم لألعاب القوى 2023
شاركت فلسطين في بطولة العالم لألعاب القوى 2023، وهي النسخة التاسعة عشر من بطولة العالم لألعاب القوى، والتي أقيمت في مدينة بودابست عاصمة المجر خلال الفترة من 19 أغسطس (آب) 2023 وحتى 27 أغسطس (آب) 2023 بمشاركة أكثر من 2000 رياضي يمثلون 202 دولة، ونافسوا في 49 فعالية.

## اللاعبون المُشاركون
شاركت فلسطين في منافسات النسخة التاسعة عشر من بطولة العالم لألعاب القوى 2023 ببعثة رياضية تكونت من لاعب واحد فقط هو العداء محمد دويدار في منافسات الرجال، ولم تشارك بأي لاعبات في منافسات السيدات.

## النتائج
لم يتوج اللاعب الفلسطيني الوحيد المُشارك في بطولة العالم لألعاب القوى عام 2023 بأية ميداليات. وجاءت نتائج البعثة الفلسطينية المُشاركة في هذه النسخة من البطولة على النحو التالي:

### الرجال
سباقات للمضمار
| رياضي       | الفعالية     | الدور التمهيدي | الدور التمهيدي | الدور قبل النهائي | الدور قبل النهائي | نهائي    | نهائي    |
| رياضي       | الفعالية     | نتيجة          | مرتبة          | نتيجة             | مرتبة             | نتيجة    | مرتبة    |
| محمد دويدار | سباق 800 متر | 1:55.45        | 9              | لم يتأهل          | لم يتأهل          | لم يتأهل | لم يتأهل |